# Émile Coornaert
Émile Coornaert, né le 31 août 1886 à Hondschoote et mort le 25 février 1980 dans le 14e arrondissement de Paris est un historien, syndicaliste et résistant français.

## Biographie

### Enfance et formation
Léon, Joseph, Émile Coornaert naît le 31 août 1886 à Hondschoote (Nord). Il est le treizième et dernier enfant d'une famille d'ouvriers agricoles. Après la mort de son père, il entre en 1898 au Petit Séminaire Saint-François d'Assise d'Hazebrouck qu'il quitte en 1903. Profondément influencé par l'éducation reçue, Il y reviendra très régulièrement tout au long de sa vie. Après son baccalauréat, il se partage entre les études et le travail. Il est membre du mouvement Le Sillon de Marc Sangnier
Licencié en lettres en 1906, journaliste, il poursuit des études d'histoire à l'Institut catholique de Lille puis à la Sorbonne où il obtient un diplôme d'études supérieures en histoire médiévale. Dispensé de service militaire, il s'engage en 1915. Il combat d’abord au sein du 1er RI puis rejoint le 8e Régiment de génie jusqu’à la fin de la Première Guerre mondiale. Il est sergent-fourrier travaillant à la section d'écoute en mettant à contribution sa connaissance de l'allemand.
Il épouse Alice Robert en 1921 et séjourne ensuite très régulièrement jusqu'à la fin de sa vie dans la maison familiale d’Allarmont (Vosges). Ils auront trois enfants.

### Historien du travail
Démobilisé en 1919, Émile Coornaert passe l'agrégation d'histoire en 1920 et enseigne à Alençon, Nancy et au Lycée Condorcet à Paris. Docteur ès lettres en 1930, il est nommé directeur d'études d'histoire économique à École pratique des hautes études où il est préféré à Marc Bloch. Il collabore aux Annales depuis 1932. 
Émile Coornaert est nommé à la chaire d’histoire de l’Université de São Paulo au Brésil (1934– 1935), où il crée un département francophone.
En 1936, Émile Coornaert devient titulaire de la chaire d'histoire du travail au Collège de France où il remplace François Simiand. Il obtient le poste de préférence à Maxime Leroy et Maurice Halbwachs. Ce dernier estime que « Coornaert est un médiocre (…) Il a fait quelques recherches érudites sur les corporations au XVe siècle (…) Il a un fort accent belge, rien de caractéristique par ailleurs. Démocrate-chrétien, et actuellement très résistant, – mais bon catholique, et tenant à ce qu'on subventionne les écoles libres. »
Émile Coornaert publie deux thèses sur La draperie-sayetterie d'Hondschoote (XIIIe- XVIIIe siècle) et L'industrie de la laine à Bergues-Saint-Winnoc (XIVe – XVIIe siècle). Il écrit ensuite un ouvrage sur Les corporations en France avant 1789 (1941).

### Dans la Résistance
Émile Coornaert rejoint en 1941 le réseau de Résistance monté par Henri de Montfort, directeur des services de l’Institut de France. 
Le réseau, composé notamment du diplomate Paul Petit, de l'écrivain Marietta Martin et de Suzanne Feingold publie La France continue à partir de 1941. Le journal est réalisé par l’imprimerie parisienne de Francisque Gay, située rue Cardinal. Le ton de ce journal est considéré comme « très littéraire et parfois rude. Il porte alors sans ménagement des coups virulents à Pétain ».
La France continue est, avec L'Université libre et Témoignage chrétien un des rares journaux résistants à dénoncer la situation faite aux juifs.
Les membres du réseau sont d’inspiration chrétienne. Après l'arrestation début 1942 d'une grande partie du réseau, plusieurs personnes en liberté se joindront au Mouvement Résistance de l’écrivain Jacques Destrées. Émile Coornaert coopère avec divers réseaux et fait un travail d'information.
Après-guerre, La France continue devient Ici Paris, le 13 juin 1945.

### Militant syndical
Émile Coornaert avait collaboré avant-guerre aux Écoles normales ouvrières de la Confédération française des travailleurs chrétiens (CFTC). 
Après-guerre, Émile Coornaert reste proche des milieux démocrates-chrétiens. Il contribue à relancer le Syndicat général de l'Éducation nationale (SGEN), affilié à la CFTC avec Marcel Reinhard, professeur au Lycée Louis-le-Grand. Lors de la réunion du 26 octobre 1944, Émile Coornaert est élu président. 
Il s’efforce de faire de son syndicat un « instrument de transformation sociale » qui continue l’œuvre de la Résistance dans « une révolution sans haine et sans violence, inspirée par une conception spiritualiste du monde. » Il représente le syndicat au sein de la commission qui prépare la mise en œuvre du Plan Langevin-Wallon de réforme de l’enseignement. 
Après le rejet d’une motion de politique scolaire qu’il avait présentée, Émile Coornaert démissionne de son poste de président du SGEN mais continue à intervenir dans la vie du syndicat. Le poste qu’il avait occupé ne sera plus pourvu.

### Membre de l'Institut
Ayant poursuivi son activité d’historien, Émile Coornaert publie des ouvrages sur Les Français et le commerce international d'Anvers, fin XVe - début XVIe siècle (1961) et Les compagnonnages en France du Moyen Âge à nos jours (1966) qui reçoit le Grand prix Gobert décerné par l'Académie française. Son dernier ouvrage, en 1977, porte sur le métier d’historien (Destins de Clio en France depuis 1800).
En 1958, il devient membre de l'Institut (Académie des inscriptions et belles-lettres). Il est nommé au sein de la Commission d'histoire de la Révolution française du Comité des travaux historiques et scientifiques (CTHS, 1969-1980).
Ce faisant, selon Henri Dubief, l’historien du Westhoeck (Flandre française), Émile Coornaert a été membre du Comité flamand de France. 
Émile Coornaert meurt le 25 février 1980 à Paris. Il est enterré à Allarmont. Son épouse Alice est décédée en 1991 à 94 ans.

## Publications
- L'Industrie de la laine à Bergues-Saint-Winoc, PUF, Paris, 1930
- Un centre industriel d'autrefois : la draperie-sayetterie d'Hondschoote (XIVe - XVIIIe siècle), 1930,recension

- Prix Fabien 1931 de l'Académie française
- avec Jean Sauzeau, Travail et civilisation à travers les âges, éditions Bourrelier, Paris, 1938
- Corporations en France avant 1789, Paris, Gallimard, 1941

- Prix Gobert 1942 de l’Académie des inscriptions et belles-lettres
- avec Jean Sauzeau, Les Hommes au travail - de la pierre taillée au triomphe des machines, éditions Bourrelier, Paris, 1949
- Les Français et le commerce international d'Anvers, fin XVe - début XVIe siècle, 1961
- Les Compagnonnages en France du Moyen Âge à nos jours, 1966

- Grand prix Gobert 1966 de l'Académie française
- La Flandre française de langue flamande, Éditions ouvrières, Ivry-sur-Seine, 1969
- Destins de Clio en France depuis 1800, Éditions ouvrières, Ivry-sur-Seine, 1977

## Distinctions

### Décorations
- Officier de la Légion d'honneur promu en 1946[19]
- Commandeur de l'ordre national du Mérite
- Croix de guerre 1914–1918
- Médaille de la Résistance française (décret du 3 août 1946)[20]
- Commandeur de l’Ordre Polonia Restituta

### Hommages
Les écoles publiques maternelle et primaire de la commune d’Hondschoote (Nord) portent le nom d’Émile Coornaert

## Sources
- Site de la mairie d'Allarmont
- Albert Ronsin (dir.), Les Vosgiens célèbres : dictionnaire biographique illustré, Éditions Gérard Louis, Vagney, 1990
- Christophe Charle, Eva Telkes, Les professeurs du Collège de France, dictionnaire biographique (1901-1939), Institut national de recherche pédagogique (France), 1988
- Henri Dubief, « Nécrologie d’Émile Coornaert (1886-1980) », Revue d'histoire moderne et contemporaine, vol. 27, no 4,‎ octobre - décembre 1980, p. 686-688 (lire en ligne, consulté le 10 décembre 2020).
- Madeleine Singer, Coornaert Émile, in Dictionnaire biographique du mouvement ouvrier français (Jean Maîtron, dir.), cinquième série (1945-1968), Tome 3, 2007.